# نیکلوزاماید
نیکلوزاماید (به انگلیسی: Niclosamide)
رده درمانی: داروهای ضدانگل .
اشکال دارویی: قرص گرد 

## موارد مصرف
نیکلوزاماید برای درمان آلودگی به کرم‌های پهن مانند تنیا ساژیناتا، تنیا سولیوم و دیفیلوبوتیریوم لاتوم تجویز می‌شود.

## مکانیسم اثر
نیکلوزامید فسفریلاسیون اکسیداتیو را در میتوکندری کرم‌های پهن مهار می‌کند و موجب مرگ کرم می‌شود. 

## عوارض جانبی
تهوع، استفراغ، درد شکم، سرگیجه و خارش با مصرف این دارو گزارش شده‌است.